# الشيشان
جمهورية الشيشان (بالروسية: Чече́нская Респу́блика) هي إحدى جمهوريات روسيا الاتحادية، وتقع في شمال شرق منطقة القوقاز.
تبعد جمهورية الشيشان نحو 1,000 ميل جنوباً من العاصمة الاتحادية موسكو، ويحد الشيشان كل من داغستان وجورجيا من الجنوب وداغستان وكراي ستافروبول شمالاً، وأوسيتا الشمالية وأنجوشيا غرباً. ويبلغ عدد السكان في الشيشان حوالي 1.3 مليون نسمة والشيشان نحو مليون نسمة ويدين معظمهم بالإسلام.
بعد تفكك الاتحاد السوفيتي في 1991، تم تقسيم جمهورية الشيشان-أنجوش ذاتية الحكم إلى قسمين: جمهورية أنجوشيا وجمهورية الشيشان. تسمت الشيشان ب«جمهورية إشكيريا الشيشانية» وسعت للاستقلال.
بعد الحرب الشيشانية الأولى ضد روسيا، حصلت الشيشان على استقلال بسلطة الأمر الواقع، لكن السلطة الروسية عادت خلال الحرب الشيشانية الثانية، ومن وقتها بدأت عمليات إعادة الإعمار، بينما تستمر بعض الاشتباكات المتقطعة في الجبال وفي المناطق الجنوبية من الجمهورية.
تبلغ مساحة الجمهورية 17300 كيلومتر مربع، ويبلغ عدد سكانها أكثر من 1.4 مليون نسمة اعتبارًا من عام 2020.

## الجغرافيا
تنحصر بين خطي طول 44 درجة – 47 درجة شرقاً، وخطي عرض 42 درجة – 45 درجة شمالاً، وتقع بذلك في منطقة جبال القوقاز التي تمتد بطول 60 ميلاً ما بين البحر الأسود غربًا وبحر قزوين شرقًا. وتشكل هذه الجبال سلسلة متواصلة ومتوازية يزداد ارتفاعها تدريجيًا كلما اتجهنا نحو الجنوب، لتصل أعلاها عند قمة جبل إلبروز؛ وارتفاعها 18481 قدمًا وهي تقع في الشمال الغربي، بينما تقع قمة «مونت قزيك» والتي يصل ارتفاعها إلى 16558 قدمًا والتي تحيط بكل من الشيشان وأنجوشيا.
تبلغ مساحة جمهورية الشيشان حالياً 15,800 كم² (علماً بأن مساحة بلاد الشيشان كانت أكبر من ذلك، حيث قام الروس باقتطاع مساحات كبيرة من بلاد الشيشان وضمّوها إلى جمهوريات داغستان وجورجيا وأوسيتا للتفرقة ما بين الشيشان،[بحاجة لمصدر] علماً بأن الحدود الشرقية للشيشان كانت تمتد إلى بحر قزوين).

### الثروات الطبيعية
الزراعة: رغم الأراضي الخصبة وتوفر المياه، إلا أن البلاد متخلفة في ميدان الزراعة، ويرجع ذلك إلى نظام المزارع الجماعية الذي طُبِّق في عهد الشيوعيين. أهمل الشيشان زراعتهم واتجهوا للأعمال الحرفية والوظائف.
الثروة المعدنية: البترول هو ثروة البلاد الرئيسة. تتركز حقول النفط حول العاصمة (غوروزني) وسط البلاد ويستثمرها الروس لحساب جمهورية روسيا الاتحادية.

## السكان
في عام 1989 كانت بلاد الشيشان مؤلفة من جمهورية الشيشان أنجوش، وكان عدد سكان الجمهورية في تلك السنة 1,25 مليون نسمة، وقد كان عدد شعب الويناخ (الشيشان والإنغوش) 898263 نسمة (منهم 734500 نوختشي (شيشان) و 163760 أنغوش، أي أن الشيشان شكلوا نسبة 70,7% من مجموع السكان الإجمالي، وقد تواجدت قوميات كثيرة وأهمها الروس والقوزاق وكان عددهم 293771 نسمة.

## الدين

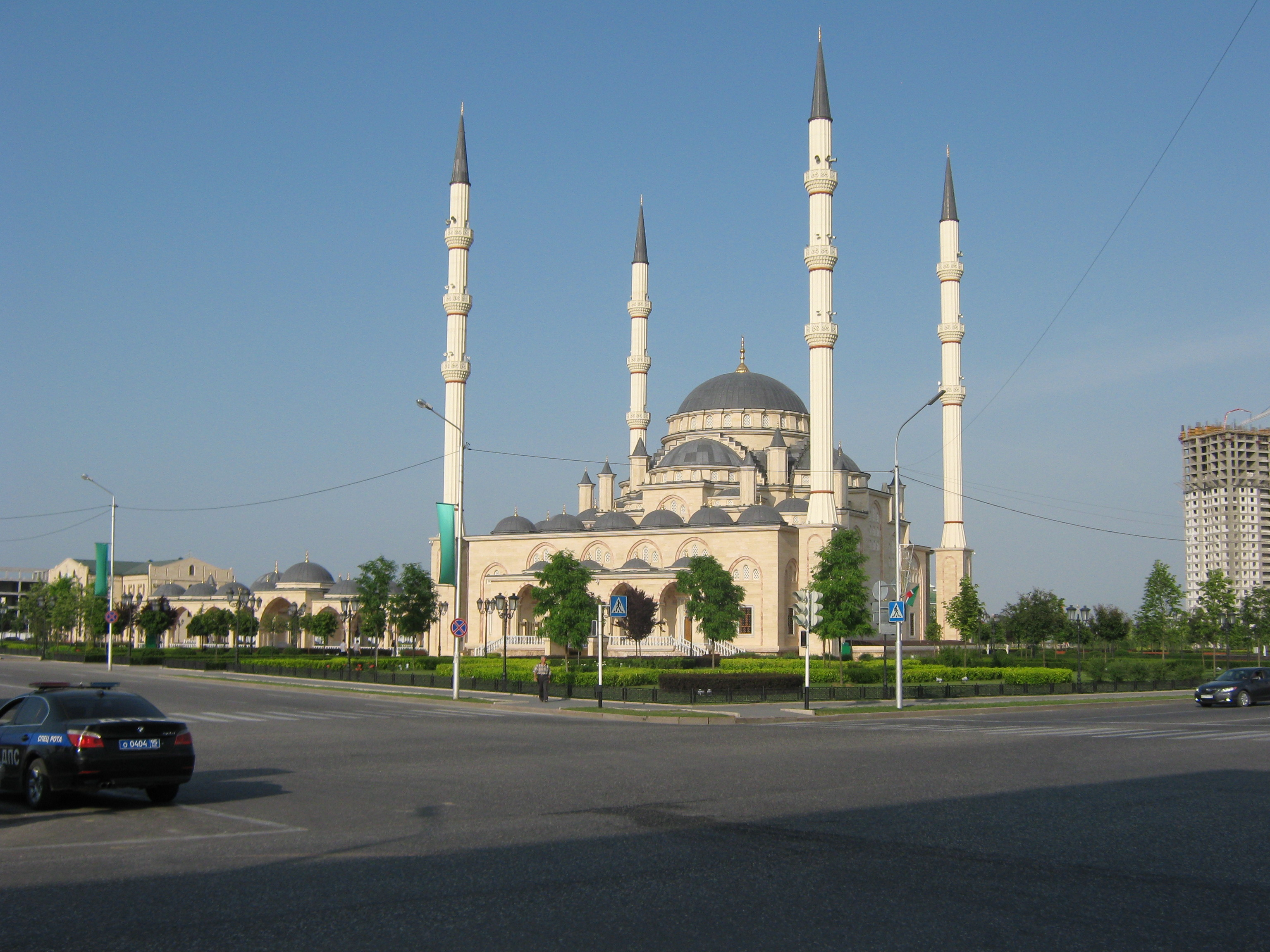
مسجد احمد قديروف في غروزني

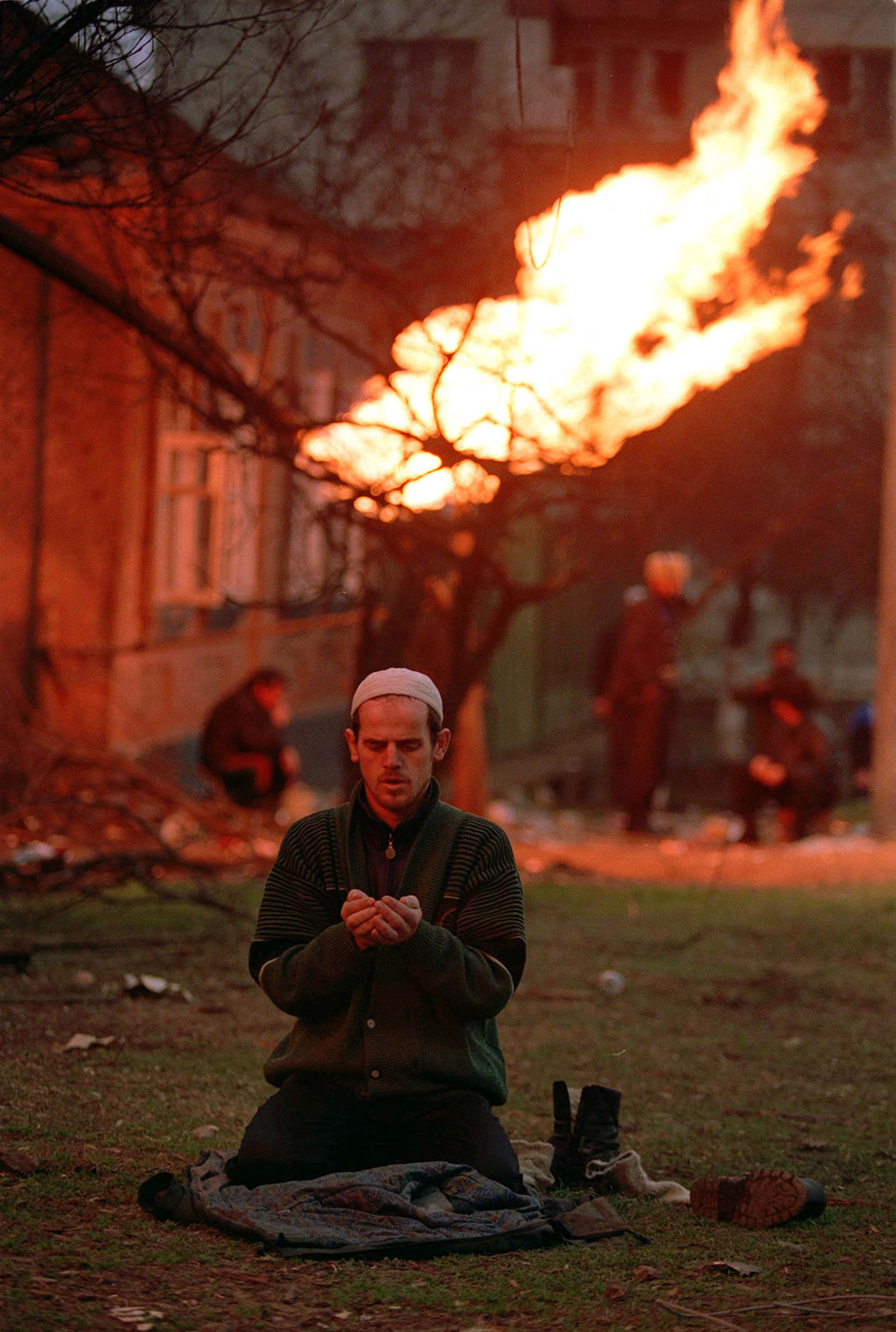
مسلم (شيشاني) أثناء الصلاة

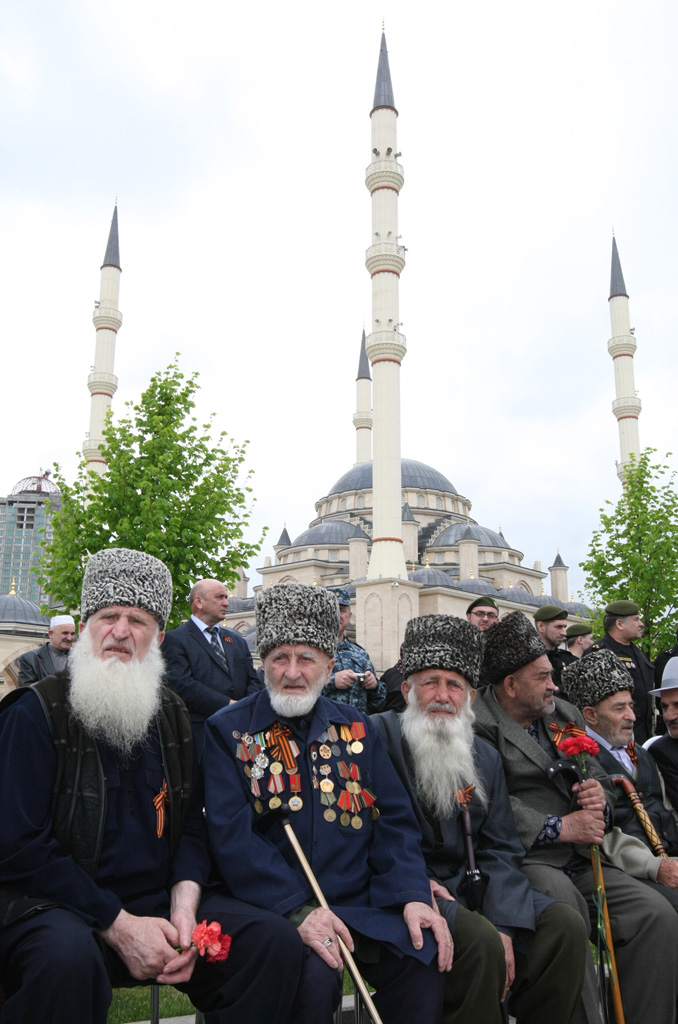
مسجد في الشيشان.

الإسلام هي الديانة الأكثر انتشارًا بين الشيشانيين، وعرف الشيشانيون الإسلام قبل ألف عام عن طريق التجار العرب كما يوجد في غروزني أحد أكبر مساجد أوروبا. ويغلب على معظم السكان الطرق الصوفية السنية أهمها القادرية والنقشبندية. كما توجد أقليات روسية الأصل مسيحية أرثوذكسية الديانة تصل أعداداها إلى حوال 25,000 فضلًا عن أقلية أرمنية.
كانت الديانة القديمة المنتشرة في الشيشان هي الديانة الوثنية، ثم انتشرت فيها المسيحية في القرن الأول من الميلاد.
ومع قدوم الدين الإسلامي توجهت الفتوحات الإسلامية في القرن الأول الهجري وتحديداً في عهد الخليفة عمر بن الخطاب إلى بلاد القوقاز، وتوالت الفتوحات الإسلامية طوال عهد الدولة الأموية والدولة العباسية.
ورغم كل الجهود فقد كان انتشار الإسلام بطيئاً في شمال القوقاز وخاصة الشيشان والسبب في ذلك الطبيعة الجبلية الوعرة إضافة إلى غاباتها الكثيفة.
ومع وصول التجار المسلمين في عهد الدولة العثمانية إلى تلك الجهات، بدأ الإسلام ينتشر في المناطق التي لم يدخلها مثل: الشيشان والأنجوش، وفي القرن الحادي عشر الهجري/ السابع عشر من الميلاد قدم الدعاة المسلمين من جمهورية الداغستان وبخارى وشبه جزيرة القرم إلى مناطق الشيشان ونشروا الإسلام فيها على مذهب الشافعي، ومنذ اعتناقهم الدين الإسلامي أصبح شعب الشيشان من أكثر شعوب القوقاز تمسكاً بدينهم.

## اللغة
اللغة الشيشانية إلى جانب الروسية هي اللغة الرسمية للشيشان، وهي اللغة القومية للشعب الشيشاني، يتحدث بها نحو 1.3 مليون نسمة في جمهوريتي الشيشان وداغستان. تنتسب إلى مجموعة لغات «الناخ» المتفرعة عن لغات شمال شرق القوقاز.

## العاصمة
غروزني، وقد أنشئت عام 1818 كقلعة عسكرية، وقد بلغ عدد سكانها في عام 1989 399,688 نسمة، وفي عام 2010 كان عددهم 271,573 نسمة.
التسمية الشيشانية للمدينة هي Соьлжа-ГӀала المؤلفة من كلمتي Соьлжа (نهر صونج) وГӀала (مدينة) وتعني «المدينة الواقعة على نهر صونج».

## التوقيت
جمهورية الشيشان تتبع التوقيت الذي يسمى بتوقيت موسكو الرسمي (MSK) الذي ثلاث ساعات أكثر من توقيت عالمي منسق، والذي يستخدم في معظم روسيا الغربية.

## الاقتصاد
انهار الاقتصاد الشيشاني خلال الحرب، حاولت الحكومة المستقلة تغيير الروبل الروسي إلى عملة مستقلة جديدة، لكن محاولتهم فشلت باحتلال القوات الروسية للشيشان خلال حرب الشيشان الثانية.
بعض التقديرات تشير إلى أن 80% من مقدرة الاقتصاد الشيشاني قد تدمرت خلال الحرب.
بدءاً من عام 2000: بدأ الاقتصاد في التحسن، تمت إعادة إعمار أجزاء من العاصمة جروزني، وتحسن الوضع السياسي قليلاً بما يسمح بِبَدء أنشطة سياحية في الشيشان.
قطاع البترول كان أول ما تم إعادة بنائه بعد الحرب، في عام 2003 أنتجت الشيشان 1.5 مليون طن متري خلال السنة (بمعدل 30 ألف برميل يومياً)، وهو إنتاج متواضع مقارنة بمعدلات إنتاج ما قبل الحرب التي وصلت إلى 4 ملايين طن متري سنوياً.
بحلول عام 2006: كان قد تم إعادة بناء 900 مبنى سكني في جروزني، من أصل ما يزيد عن 60,000 مبنى تم تدميرهم خلال الحرب، واستمر البعض في العيش في منازل شبه متهدمة بدون تدفئة ولا تمديدات مياه دائمة.
كانت حركة القطارات قد عادت إلى طبيعتها بحلول عام 2005، وتم إعادة افتتاح مطار جروزني عام 2007.
في عام 2013: أعلنت الحكومة أن عدد العاطلين عن العمل سينخفض ليصبح 170,000 عاطل، بعد أن كان 298,500 في عام 2008.
تعاني الحكومات المحلية بشكل عام من كون أنشطتها الاقتصادية مرهونة بالقرار الروسي، ويصعب الحصول على معلومات بخصوص صادرات وواردات الشيشان ومعدل دخل الفرد بها.

## التاريخ

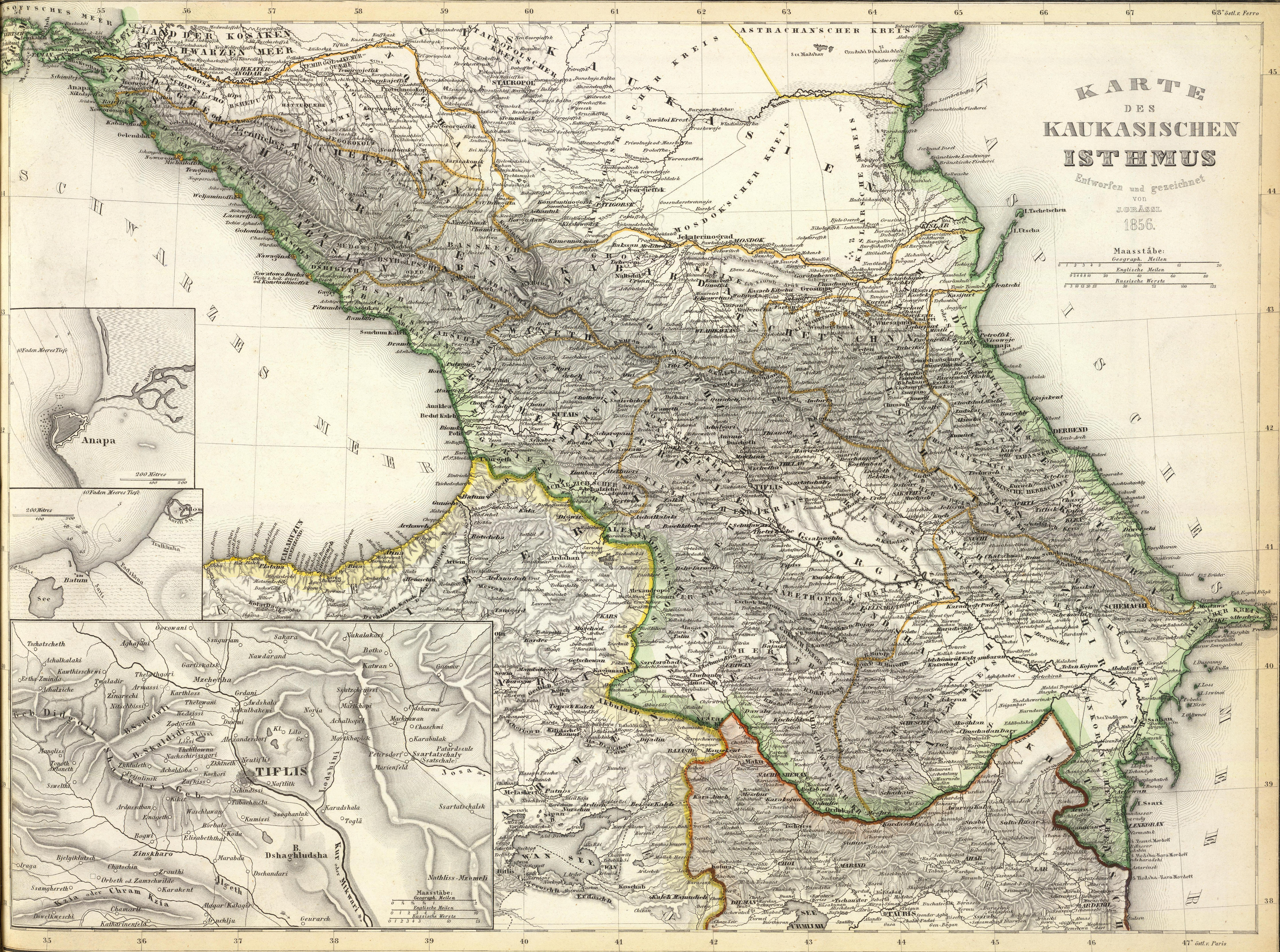
خريطة برزخ القوقاز. من تصميم ورسم ي. غراسل، 1856

شعب الشيشان من الشعوب القديمة في العالم والمنطقة وهو جزء من مملكة سيرير 600- 1100 ميلاد كما كان جزءًا من مملكة آلانيا في القرن الثامن إلى العاشر الميلادي ومملكة سمسم في القرن الثاني عشر إلى الرابع عشر، ويتألف الشعب الشيشاني منذ القدم من مجموعة من العشائر ذات الصلة والرحم وذات الخصال المشتركة ويبلغ عدد تلك العشائر 150 عشيرة، وقد كانت العشائر قديمًا تقوم على الأسس العرقية والقرابة، وتنقسم العشائر الشيشانية إلى قسمين؛ «الخالص»: وهي العشائر الأصيلة في المنطقة والتي قدمت قديما من الجنوب وتوجهت نحو الشمال وانتشرت في اتجاه البحر الأسود وأرض الشيشان، و«المختلط»: وهي تلك العشائر التي تشكلت من اختلاط عشائر بعضها ببعض أو نتيجة اختلاط الشيشان بالبولنديين والأوكرانيين في معسكرات الإبعاد الجماعية (1944-1957) وحتى بعض العشائر الشيشانية اختلطت بالألمان وشكلت عشيرة جديدة، ويعود تمسك الشيشان بالأخلاق والعادات القومية إلى تلك العشائر التي سعت إلى غرس هذه العادات والتقاليد الصعبة في نفوس منتسبيها، لذا فإنهم يقولون: «من الصعب أن تكون رجلاً شيشانيًا» لما في ذلك من أعباء يجب على الرجال تحملها.
وفي محاولة الروس لطمس تاريخ الشيشان قاموا في حرب القوقاز الأولى بإلقاء كل المخطوطات في بحيرة (كازن - آم) وهنا برز دور العشائر إذ أمر القائد «شامل» كل كبار رجالات العشائر بإعادة كتابة التاريخ وما حدث حتى يُورَّث للأجيال. وحاول الروس مرة أخرى إبان حملة الإبعاد في عام 1944 لكن الشيشان أنقذوا مخطوطاتهم بأعجوبة.
وقد وجدت الكتابات الشيشانية في مراجع الكتابات المسمارية التي كان يستخدمها الآشوريون ، ولقد بدأ الفلكلور الشيشاني مع بداية الألفية الأولى قبل ميلاد السيد المسيح عليه وعلى الأنبياء السلام، فيما عرف بمملكة أوراتو الشرقية (600 -900 قبل الميلاد) وعرفت هذه المملكة لاحقا باسم«زورزوكيتا».
كما أن النشيد الوطني الشيشاني والذي يمتد بامتداد وجود الشعب الشيشاني في المنطقة لهو شاهد حي على عراقة هذا الشعب.
ومنطقة القوقاز من المناطق التي خضعت لجميع الإمبراطوريات التي قامت عبر التاريخ: اليونانية والرومانية والفرس والصينيين. وبعد سقوط الساسانيين حكم الرومان ثانية حتى الفتح الإسلامي. استمر العهد الإسلامي حوالي خمسة قرون عرفت خلاله بلاد القوقاز الاستقرار والازدهار. حكم المنطقة السلاجقة ثم المغول والتتار واستمر حكمهم حتى سيطرة روسيا القيصرية على بلادهم. والشيشان شعب شديد الاعتزاز بوطنيّته.

### الوحدة مع روسيا

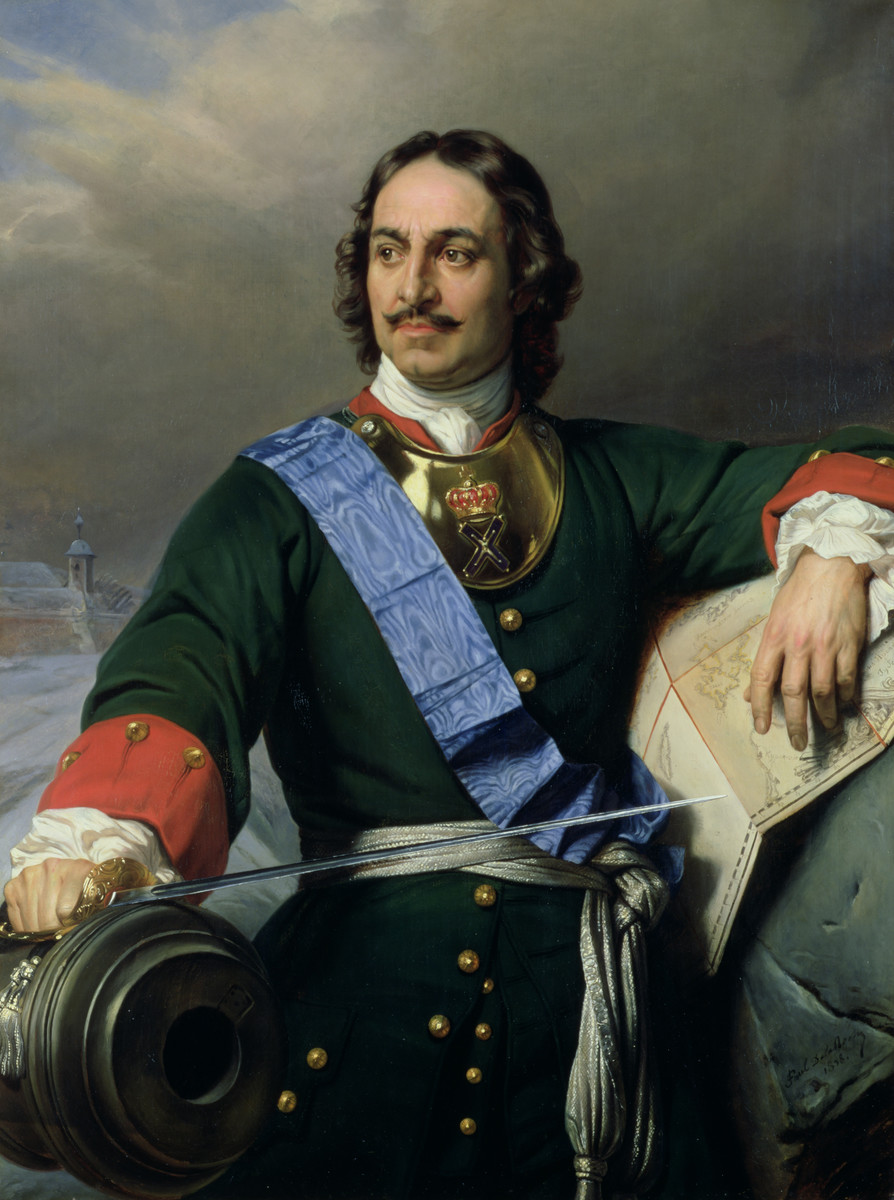
بطرس الأكبر

قبل الغزو الروسي كانت منطقة جنوب القوقاز تحت السيطرة العثمانية، عدا أذربيجان التي كانت تحت سيطرة الصفويين في إيران، أما شمال القوقاز ومنها بلاد الشيشان، لم تكن تحت السيطرة المباشرة للعثمانيين، بل كانت تحت نفوذهم، وقد كانت هذه الشعوب راضية بهذا الوضع بسبب العقيدة والمذهب، كون الدولة العثمانية بمثابة المرجع الديني لهم لكونها «حاملة راية الخلافة الإسلامية».
بدأ غزو الروس القياصرة للقوقاز في عام 1722 م في عهد القيصر بطرس الأكبر. وكان أول صدام مسلح بين الروس والشيشان قرب قرية تشتشين على بعد 15 كم جنوب العاصمة غروزني (لم تكن غروزني حينها قائمة)، وقد أطلق الروس على الشعب الشيشاني اسم تشتشين نسبة إلى هذه القرية.
وقاد الإمام منصور حرباً ضد الغزو الروسي من سنة (1780 م – سنة 1791 م) حيث وقع في الأسر ثم مات عام 1794 م في سجن سليسبرغ. ثم قاد الإمام غازي محمد الداغستاني محمد حرباً ضدهم من سنة 1824 م – 1832 م.
في عام 1828 م عمت الحرب سائر أرجاء القوقاز، واستمرت الخلافات بين المسلمين والروس في داغستان تحت زعامة كل من الإمام غازي محمد الداغستاني والإمام حمزات.
وبعد مقتل الإمام حمزات، تابع الإمام شامل تزعم المقاومة، كما انضمت القوات التي كانت تحت رئاسة تاسو حجي إلى الإمام شامل.
في عام 1839 م بدأت كافة شعوب شمال القوقاز النضال تحت زعامة الإمام شامل الداغستاني الذي استمر 25 سنة.
في عام 1859 م احتل الروس قرية فيدينو آخر معقل للشيشانيين، واستسلم الإمام شامل للروس، ورغم ذلك ففي عام 1862 قام الشركس بثورتهم إلا أنها أخمدت من قبل الروس في عام 1864 م.
وبذلك تكون سنة 1859 م تاريخ تركيز الروس لأقدامهم في شمال القوقاز، وتعتبر سنة 1864 م السنة التي بسط الروس فيها سيطرتهم الكاملة على شمال القوقاز بعد إخماد ثورة الشركس وانتهاء المقاومة الشيشانية.

### الشيشان تحت الحكم الروسي
وقعت في الشيشان ثورات عدة ضد الحكم الروسي في السنوات التالية 1818، 1824، 1826،1831 بقيادة الإمام شامل الداغستاني واستمرت من 1831 حتى 1865 كذلك ثورة الحركة القادرية عام 1877 بالإضافة للمقاومة الشيشانية التي استمرت حتى 1917. وبعد انتصار الثورة الشيوعية في روسيا وفي السنوات التالية اللاحقة تجددت المقاومة الشيشانية بوسائل مختلفة ومنوعة، فكانت ثورة 1928 بقيادة الشيخ شيتا استاميلوف واستمرت حتى عام 1935 وانتهت بإعدام مجموعة كبيرة من القادة الدينيين والشيوعيين الشيشان.
بعدها بدأت مقاومة مدنية وسياسية عام 1940 بقيادة الكاتب الشيوعي حسن إسرائيلوف ومحام شيوعي يدعى مايربيك شريبوف واستمرت حتى 1942 وتم قمعها بقصف جوي ومدفعي لمناطق الشيشان. في الحرب العالمية الثانية تم نفي وتهجير مئات الآلاف من الشيشان عن أراضيهم وبلادهم وتوفي منهم مائة ألف بسنتين نتيجة التهجير والظروف السيئة وألغيت جمهورية الشيشان - أنغوش، أسس ستالين جمهورية الشيشان ذات الحكم الذاتي عام 1944م، ونفى شعبها عام 1945م بعد اتهامهم بالتعاون مع النازية. استمر اعتقال الشعب الشيشاني في سيبيريا حتى العام 1957 م حين سُمح لهم بالعودة وتشكيل جمهورية تحت إشراف وحكم روسي مباشر. لتعود تلك الشعوب المنفية إلى بلادها بعد وفاة ستالين وتسلم خروتشوف لمقاليد الحكم السوفيتي عام 1958.

### الاتحاد السوفيتي
بعد قيام الثورة البلشيفية في روسيا عام 1917 بقيادة فلاديمير لينين أعلن قيام جمهورية روسيا الاتحادية الاشتراكية السوفيتية وتوجهت أنظار الشيوعيين إلى الشيشان فقاموا باحتلالها فقد عانَى الشعب الشيشاني ظروف قاسية ابان حكم جوزيف ستالين وقتل وترحيل الشعب الشيشاني واتهام الشيشانيين بتعاونهم مع الالمان النازيين ولكن بعد وفاة ستالين عام 1953 تسلم نيكيتا خروتشوف مقاليد الحكم فاصبح خروتشوف رئيساً للاتحاد السوفيتي خلفاً لستالين فعاد الشعب الشيشاني إلى بلاده بأمر من خروتشوف إلى انهيار الاتحاد السوفيتي عام 1991

### الشيشان بعد انهيار الاتحاد السوفيتي

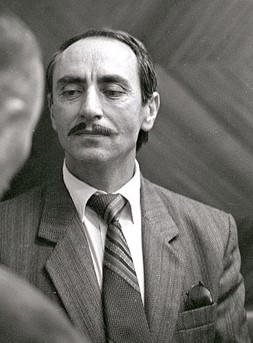
جوهر دوداييف أول رئيس لجمهورية الشيشان منذ 9 نوفمبر 1991إلى 21 أبريل 1996

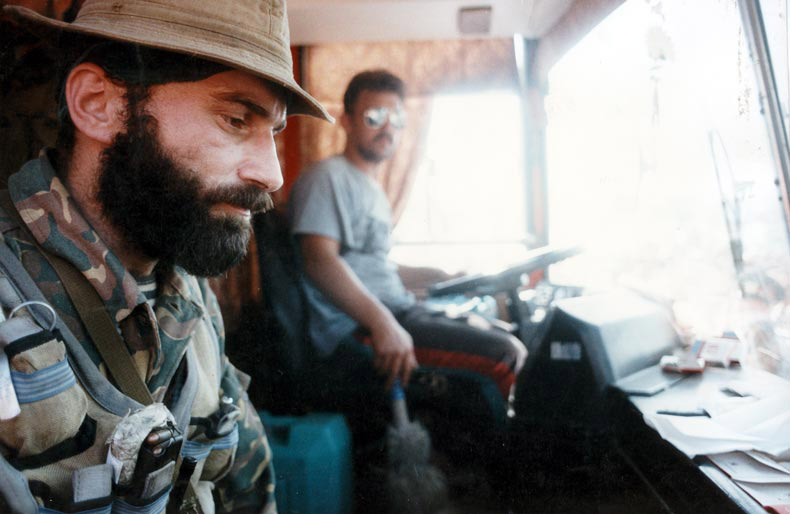
شامل باسييف 1995

بعد انهيار الاتحاد السوفيتي عام 1991 انتُخب القائد الجنرال المعروف جوهر دوداييف رئيساً للشيشان بناء على الانتخابات العامة التي جرت بتاريخ 27 تشرين الأول 1991 وحصل فيها على نسبة 85% من الأصوات. ثم أعلن رئيس جمهورية الشيشان جوهر دوداييف استقلال الشيشان، مما أشعل الحرب الضارية بين الروس والشيشان من 1994 حتى 1996. وبالقيادة العسكرية الميدانية (شامل باسييف) وسامر بن صالح بن عبد الله السويلم -سعودي الجنسية - الملقب خطاب كان قائد المقاتلين العرب في الشيشان. ثم عادت الحرب وتجددت عام 1999.
أبان الحرب الشيشانية الروسية بين الأعوام 94 و 96 حدثت عدة عمليات احتجاز رهائن نفذتها مجموعات شيشانية في مناطق روسية مختلفة. وكانت أبرز تلك العمليات ما قام به القائد الشيشاني الميداني شامل باسييف ومجموعته التي احتلت مستشفى وحجزت كل من كان فيها وهددوا بقتل كل من فيها من أطباء وعاملين ومرضى، وانتهت العملية بقبول شروط باسييف.
كذلك قام القائد الشيشاني الميداني سلمان رادوييف مع مجموعة من رجاله باحتجاز ثلاثة آلاف من الرهائن في مدينة كزليار بجمهورية داغستان جنوب القوقاز. وقتل في العملية بعد تدخل القوات الروسية المسلحة 200 شخص بينهم 78 جندياً روسيا. تمكن بعدها دوداييف ورجاله من الانسحاب بعد أن أصيب بجراح خطيرة.

### الحرب الشيشانية الأولى

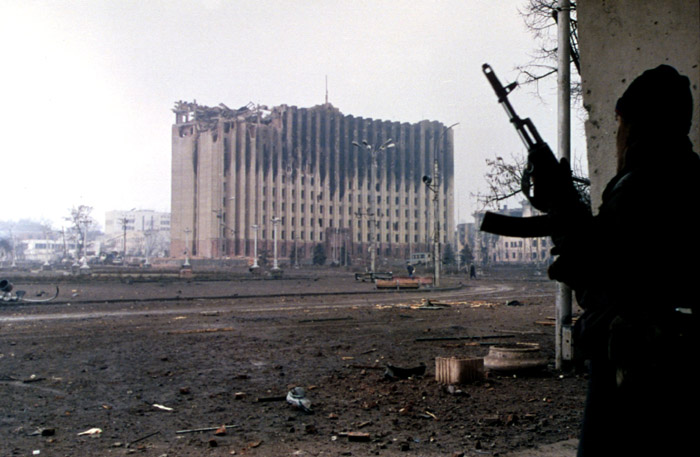
أحد محاربي الشيشان يقف بالقرب من القصر الرئاسي في غروزني، التقطت الصورة في يناير 1995.

1. توصلت القيادة الروسية بزعامة يلتسن إلى استنتاج بأنه لا بد من استخدام القوة لإعادة الجمهورية المتمردة تحت السيطرة الروسية، ففي يوم 25/11/1994 م هاجم بعض الذين دعمتهم موسكو العاصمة غروزني بالدبابات والأسلحة الثقيلة، إلا أنهم اضطروا للانسحاب بعد يوم واحد.
2. يوم 29/11/1994 م دعا الرئيس يلتسن دوداييف لترك السلاح خلال 48 ساعة وإلا فإنه سيعلن حالة الطوارئ في الشيشان، كما قامت الطائرات الروسية بقصف غروزني.
3. 30/11/1994 م غارات جوية وحشود عسكرية روسية على الحدود الشيشانية وإخلاء غروزني من النساء والأطفال.
4. 10/12/1994 م أعلنت روسيا إغلاق المجال الجوي والحدود الشيشانية، وقامت الطائرات الروسية بقصف غروزني.
5. دخلت القوات الروسية أراضي الجمهورية في 11/12/1994 م، ودارت معارك طاحنة بين الطرفين، وتكبد الجيش الروسي خسائر فادحة، أما المدنيّون، فقد لجأ كثير منهم إلى المناطق المجاورة وخاصة أنغوشيا.
6. وفي شهر شباط 1995 م بدأ المقاتلون الشيشان إخلاء العاصمة غروزني.
7. وفي نيسان 1995 م قرر مجلس الأمن والتعاون الأوروبي إنشاء مفوضية له في الشيشان. كما تمكنت القوات الروسية من الاستيلاء على أرغون وغودرميس وشالي.
8. 14/6/1995 م، قامت مجموعة من الشيشانيين بقيادة شامل باساييف بهجوم على بلدة بودونوفسكي التابعة لمدينة ستافروبول على بعد 70 كم من الشيشان حيث احتلوا المستشفى الموجود في البلدة واحتجاز المئات من الرهائن الروس، وطالب بوقف عمليات القوات الروسية وانسحابها من الشيشان.
9. 30/7/1995 م وقعت اتفاقية بين الهيئات العسكرية تنص على أن روسيا ستسحب جنودها من الشيشان وأن الشيشانيين سيقومون بتسليم أسلحتهم فيما عدا المستخدمة بهدف الدفاع.
10. 25/8/1995 م، تمكنت الوحدات التابعة للرئيس الشيشاني جوهر دوداييف من الاستيلاء على إدارة غودرميس ثاني أكبر مدن الجمهورية.
11. 30/10/1995 م،(الانسحاب من فيدينو): بدء عمليات الانسحاب الروسية من بعض المدن وأولها مدينة فيدينو بتاريخ 30/10/1995. كان ذلك بعد 3 عمليات كبيرة ضد قوافل عسكرية روسية قامت بها كتائب تحت قيادة القائد العسكري خطاب.
12. 20/12/ 1995 م، استولى الروس على مدينة غودرميس بعد حصارها وقتلوا المئات من المقاتلين الشيشانيين.
13. 9/1/1996 م، قامت مجموعة «الذئب الوحيد» تحت قيادة سلمان روداييف بالهجوم على كزليار وأسر المئات كرهائن.
14. 16/4/1996 م،(كمين شاتوي) في يوم 16 أبريل 1996 قاد القائد خطاب عملية من أجرأ العمليات وفيها قاد مجموعة مكونة من 50 مقاتلاً لمهاجمة طابور تابع للجيش الروسي مكون من 50 سيارة مغادرة من الشيشان، تقول المصادر العسكرية الروسية أن 223 عسكرياً قتلوا من ضمنهم 26 ضابطاً كبيراً ودمرت الخمسون سيارة بالكامل، نتج عن هذه العملية إقالة ثلاثة جنرالات وأعلن بوريس يلتسين بنفسه عن هذه العملية للبرلمان الروسي، قام المقاتلين بتصوير هذه العملية بالكامل على شريط فيديو، بعدها بشهور نفذت نفس المجموعة عملية هجوم على معسكر للجيش الروسي نتج عنه تدمير طائرة هليكوبتر بصاروخ AT- 3 Sager المضاد للدبابات ومرة أخرى تم تصوير العملية بالكامل على شريط للفيديو.ألكسندر ليبيد.

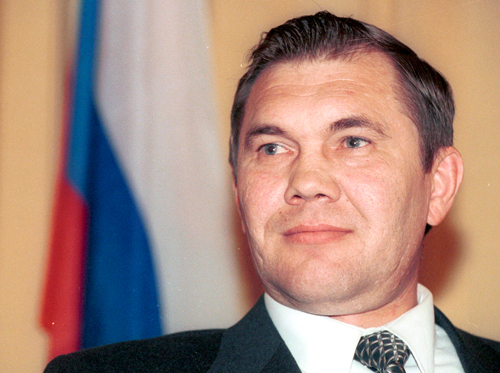
ألكسندر ليبيد.

15. تمكنت روسيا وبغارة جوية من قتل الرئيس الشيشاني جوهر دوداييف يوم 21/4/1996 م، وقد تولى الرئاسة مكانه سليم خان يندرباييف، وبقي رئيساً حتى انتخاب أصلان مسخادوف.
16. استمرت المعارك بين الطرفين حتى تمكنت القوات الروسية من احتلال العاصمة غروزني بعد تدميرها بشكل كامل.
17. وعلى ضوء الموقف الميداني، وموقف الرأي العام العالمي، رأت روسيا أن أفضل حل للخروج من هذا المأزق هو وقف الحرب. فقامت بتوقيع اتفاقية مع الشيشان بتاريخ 31/8/1996 م، وقعها عن الشيشان سليم خان وعن روسيا الجنرال ألكسندر ليبيد، وتنص على وقف القتال وخروج الروس من الشيشان، وإجراء استفتاء في الشيشان في 31/12/2001م لتقرير المصير.
18. بتاريخ 28/1/1997م أعلن عن فوز أصلان مسخادوف برئاسة الجمهورية بأغلبية 68,9 % بعد فرز من أصوات الناخبين، وقد تولى مسخادوف الرئاسة رسمياً في 12/2/1997م.
19. وقع الرئيس الجديد للجمهورية أصلان مسخادوف والرئيس الروسي يلتسين معاهدة سلام بتاريخ 12/5/1997م، وتنص على بناء العلاقات بينهما وفق القانون الدولي، وأنه لا يجوز استعمال السلاح ولا التهديد باستعماله لحل النزاع بينهما، تنص المعاهدة على استقلال الشيشان.

### الحرب الشيشانية الثانية
- في أيلول 1999م وقعت انفجارات في أماكن مختلفة من روسيا وداغستان أودت بحياة 250 شخصاً حيث أنّ الروس لم يلتزموا بالاتفاقية ونقضوها. وعلى إثر عملية احتجاز مدنيين روس في مسرح البولشوي" من طرف مجاهدين شيشان، قام الجنود الروس بإدخال الغاز الذي أودى بحياة العديد من المدنيين. كما قتل العديد من المدنيين والأطفال خلال عملية مدرسة بيسلان في أوسيتيا الشمالية عام 2004 والتي استولى خلالها مقاتلون شيشان على إحدى المدارس وجعلوا تلامذتها رهائن وقد رفضت القوات الروسية التفاوض مع المحتجزين.